# Värnamofrimärkena
Värnamofrimärkena är det inofficiella namnet på ett antal värdefulla frimärken i frimärksserien som kallas "Gustav V medaljong", utgivna 1918. Till denna serie utgavs ett antal olika valörer varav flera var mycket vanliga, men valörerna 55 öre (ljust blå) och 80 öre (svart) drogs snabbt in av Postverket för att istället stämplas över med nya valörer. Trots detta såldes partier av dessa valörer på postkontoret i Värnamo som fått in 1000 exemplar av varje valör. Ostämplade såväl som stämplade märken tillhör de mest värdefulla svenska frimärkena och kan säljas för tiotusentals kronor per exemplar. Allra högst värde har stämplade märken, som finns kvar på brevet.
Posten hade kvar runt 40 000 exemplar av märkena fram till oktober 1985 då det trots protester beslutades att de skulle destrueras, men ett hundratal märken sparades.